# 长春公交55路
长春公交55路是长春公交的一条线路，由绿园区长春西站到朝阳区工农大路，全长9.6公里。本公交路线隶属于长春有轨电车系统，并由长春公交集团电车公司负责运营。

## 历史
- 2012年，动工修建，当时的工程名称为54路延长线[1]。
- 2014年8月25日，路线开通，实行无人售票。使用SY-YG600-2型有轨电车，共12辆[2]。因长春西站周边尚在施工，因此实际始发站位于站前街[3]。
- 2014年11月2日，因长春西站周边施工原因，路线停运[4]。
- 2014年11月6日，路线恢复运行，但缩短至丁三十三路始发[5]。
- 2014年12月16日，路线延长至长春西站始发[6]。并增加配车至20辆。
- 2021年5月14日至2024年12月30日，因长春轨道交通5号线工农大路站施工，54路和55路临时改为长影站（红旗街与建工南路交会处）始发终到，同时长春公交开行长影往返工农大路的免费短驳巴士[7]。

## 车站一览
| 序号 | 車站名稱   | 工农大路方向 位置（下行） | 长春西站方向 位置（上行） | 换乘轨道交通                          |
| ---- | ---------- | ------------------------- | ------------------------- | ------------------------------------- |
| 1    | 长春西站   | 长春西站东北出口          | 长春西站东北出口          | 国铁：长春西站 2号线、6号线：长春西站 |
| 2    | 站前街     | 站前街/南阳路/飞跃北路    | 站前街/南阳路/飞跃北路    |                                       |
| 3    | 丁三十三路 | 南阳路/丁三十三路         | 南阳路/丁三十三路         |                                       |
| 4    | 乙三路     | 南阳路/乙三路             | 南阳路/乙三路             |                                       |
| 5    | 西环城路   | 南阳路                    | 南阳路                    |                                       |
| 6    | 丙三十八路 | 南阳路/丙三十八路         | 南阳路/丙三十八路         |                                       |
| 7    | 老西环城路 | 南阳路/西环城路           | 南阳路/西环城路           |                                       |
| 8    | 洛阳街     | 南阳路/洛阳路             | 南阳路/洛阳路             |                                       |
| 9    | 和平大街   | 南阳路/和平大街           | 南阳路/和平大街           |                                       |
| 10   | 南阳路     | 春城大街/南阳路           | 春城大街                  | 54路                                  |
| 11   | 创业大街   | 春城大街/创业大街         | 春城大街/创业大街         | 54路                                  |
| 12   | 东风大街   | 春城大街/东风大街         | 春城大街/东风大街         | 54路                                  |
| 13   | 迎春路     | 春城大街/迎春路/正阳路    | 春城大街/迎春路/正阳路    | 54路                                  |
| 14   | 宽平大桥   | 宽平大路/开运街           | 宽平大路/开运街           | 54路 3号线：宽平桥站                  |
| 15   | 宽平大路   | 宽平大路/红旗街           | 宽平大路/红旗街           | 54路                                  |
| 16   | 长久路     | 红旗街/长久路             | 红旗街/长久路             | 54路                                  |
| 17   | 湖西路     | 红旗街/湖西路             | 红旗街/湖西路             | 54路                                  |
| 18   | 电影厂     | 红旗街                    | 红旗街                    | 54路                                  |
| 19   | 工农大路   | 红旗街/德昌路             | 红旗街/德昌路             | 54路                                  |

## 事故
- 2015年11月3日凌晨1时50分左右，55路在西环城路至南阳街交会处接触网电线被刮断，导致55路被迫停运。直至当日下午4时左右修复，并恢复运行[8]。
- 2016年4月6日早间6时30分左右，一辆汽车在洛阳街与南阳路交会处发生交通事故并卡在了55路路轨上，导致55路在长春西站去往工农大路方向无法正常服务。直至上午8时10分左右，恢复运行[9]。
- 2016年5月10日上午10时左右，一辆环卫车在南阳路与西环城路交会处附近撞坏接触网电线柱，导致55路被迫停运。直至当日晚间7时左右修复，并恢复运行[10]。